# Mioxena celisi
Mioxena celisi là một loài nhện trong họ Linyphiidae.
Loài này thuộc chi Mioxena. Mioxena celisi được Herman Theodor Holm miêu tả năm 1968.